# Superclásico (Pérou)
Pour les articles homonymes, voir Superclásico (homonymie).
La rivalité entre l'Alianza Lima et l'Universitario de Deportes, se réfère à l'antagonisme entre les principaux clubs de football de Lima, la capitale du Pérou.
L'Alianza Lima voit le jour en 1901 et évolue au stade Alejandro Villanueva. Quant à l'Universitario de Deportes, il est créé en 1924 et dispute ses matchs au stade Monumental de Lima.
Les deux clubs sont issus de classes sociales opposées – populaire dans le cas de l'Alianza, bourgeoise concernant l'Universitario – et ces racines refont surface lors du premier match, où des bagarres éclatent sur le terrain et dans les tribunes. Cette rencontre marque le début d'une rivalité continue (voir section Origine de la rivalité).
Les Superclásicos sont régis par une rivalité sportive avec pour enjeu la suprématie nationale entre les deux clubs les plus titrés du football péruvien. Il existe également une rivalité de popularité.

## Histoire

### Origine de la rivalité
La rivalité est née à la suite du tout premier match entre les deux équipes, le 23 septembre 1928, rencontre houleuse qui voit l'expulsion de cinq joueurs de l'Alianza Lima, obligeant l'arbitre à arrêter le match alors que l'Universitario de Deportes, appelé à l'époque Federación Universitaria, menait 1-0 (but de Pablo Pacheco). Le résultat sera entériné par la suite, mais cette rencontre passera à la postérité sous le nom du Clásico de los Bastonazos puisque les supporters de l'Universitario jettent leurs cannes (bastón en espagnol) aux joueurs de l'Alianza Lima durant une bagarre générée après l'expulsion de l'un de ces derniers (Filomeno García).

### Les finales Alianza Lima / Universitario
Dès le premier championnat du Pérou, en 1928, les deux équipes (à égalité de points) s'affrontent dans un barrage pour le titre qui tourne à l'avantage de l'Alianza Lima (1-1 et 2-0). L'Universitario prend sa revanche six ans plus tard en s'imposant 2-1 dans le barrage pour le titre du championnat 1934, match qui suscite encore la polémique 90 ans plus tard. Il faut attendre le match pour le titre de 1955 pour les revoir s'affronter, rencontre où l'Alianza s'impose 2-1 avec des buts de Máximo Mosquera et Valeriano López.
Les quatre finales suivantes, jouées en 1987, 1999, 2009 et 2023, voient à chaque fois l'Universitario prendre le dessus sur son rival. En effet, en 1987, les Merengues s'imposent 1-0 (but de Fidel Suárez, 23e min). En 1999, ils remportent la finale sur un score global de 3-1 : 3-0 à l'aller (buts de Roberto Farfán 10e min, Eduardo Esidio 49e min et José del Solar 73e min), 0-1 au retour. En 2009, l'Universitario s'impose tant à l'aller qu'au retour : 1-0 à chaque fois, buts de Nolberto Solano (8e min) et Piero Alva (29e min), respectivement. Enfin, en 2023, même si elle est accrochée sur son terrain 1-1, la « U » s'impose sur la pelouse de l'Alianza 2-0 (buts de Edison Flores et Horacio Calcaterra).

## Statistiques

### Bilan des confrontations
Dernière mise à jour après le superclásico du 8 novembre 2023.

Source: www.rsssf.com
| Compétition       | M   | VAL | N   | VUD | ButAL | ButUD |
| ----------------- | --- | --- | --- | --- | ----- | ----- |
| 1re division      | 269 | 103 | 76  | 90  | 364   | 331   |
| Copa Libertadores | 12  | 2   | 3   | 7   | 10    | 19    |
| Copa Sudamericana | 2   | 2   | 0   | 0   | 2     | 0     |
| Sous-total        | 283 | 107 | 79  | 97  | 376   | 350   |
| Amicaux           | 88  | 35  | 26  | 27  | 125   | 104   |
| Total             | 371 | 142 | 105 | 124 | 501   | 454   |

Légende
- M : nombre de matchs entre les deux équipes
- VAL : victoire de l'Alianza Lima
- N : match nul
- VUD : victoire de l'Universitario de Deportes
- ButAL : Buts de l'Alianza Lima
- ButUD : Buts de l'Universitario de Deportes

### Statistiques individuelles

#### Meilleurs buteurs
Liste des joueurs ayant marqué plus de dix buts lors des Superclásicos.
Buteurs de l'Alianza Lima :
18 buts : Juan Emilio Salinas
16 buts : Teófilo Cubillas
12 buts : Pedro Pablo León, Roberto Castillo, Freddy Ravello
Buteurs de l'Universitario de Deportes :
29 buts : Teodoro Fernández
20 buts : Daniel Ruiz La Rosa
17 buts : Alberto Terry
15 buts : Percy Rojas

#### Record de participations
Les deux joueurs ayant disputé le plus de Superclásicos.
Record de participations avec l'Alianza Lima :
55 matchs : José González Ganoza
Record de participations avec l'Universitario de Deportes :
61 matchs : José Luis Carranza

## Palmarès des équipes

### Palmarès global
| Équipe | Titre de champion | Tournoi d'ouverture | Tournoi de clôture | Championnat métropolitain | Torneo del Inca | Titre de champion de D2 |
| ------ | ----------------- | ------------------- | ------------------ | ------------------------- | --------------- | ----------------------- |
| AL     | 25                | 6                   | 7                  | 3                         | 1               | 1                       |
| UD     | 27                | 7                   | 2                  | 6                         | 0               | 0                       |

### Finales de championnat
Alianza Lima (2)
| Date              | Compétition               | Vainqueur / Champion | Score | Finaliste / Vice-champion | Stade                    |
| ----------------- | ------------------------- | -------------------- | ----- | ------------------------- | ------------------------ |
| 1er novembre 1928 | Championnat du Pérou 1928 | Alianza Lima         | 2 - 0 | Universitario de Deportes | Antiguo Estadio Nacional |
| 27 mai 1956       | Championnat du Pérou 1955 | Alianza Lima         | 2 - 1 | Universitario de Deportes | Estadio Nacional         |

Universitario de Deportes (5)
| Date                   | Compétition               | Vainqueur / Champion      | Score            | Finaliste / Vice-champion | Stade                                             |
| ---------------------- | ------------------------- | ------------------------- | ---------------- | ------------------------- | ------------------------------------------------- |
| 7 juillet 1935         | Championnat du Pérou 1934 | Universitario de Deportes | 2 - 1            | Alianza Lima              | Antiguo Estadio Nacional                          |
| 26 mars 1988           | Championnat du Pérou 1987 | Universitario de Deportes | 1 - 0            | Alianza Lima              | Estadio Nacional                                  |
| 15 et 20 décembre 1999 | Championnat du Pérou 1999 | Universitario de Deportes | 3 - 1 (3-0, 0-1) | Alianza Lima              | Estadio Nacional / Estadio Alejandro Villanueva   |
| 8 et 13 décembre 2009  | Championnat du Pérou 2009 | Universitario de Deportes | 2 - 0 (1-0, 1-0) | Alianza Lima              | Estadio Alejandro Villanueva / Estadio Monumental |
| 4 et 8 novembre 2023   | Championnat du Pérou 2023 | Universitario de Deportes | 3 - 1 (1-1, 2-0) | Alianza Lima              | Estadio Monumental / Estadio Alejandro Villanueva |